# Governo Netanyahu I
Il Governo Netanyahu I è stato il ventisettesimo esecutivo dello Stato di Israele, il primo sotto la guida di Benjamin Netanyahu. Il governo è rimasto in carica dal 18 giugno 1996 al 6 luglio 1999, per un totale di 1113 giorni, ovvero 3 anni e 18 giorni.
Netanyahu, a seguito delle elezioni generali del 1996, è stato eletto direttamente dai cittadini quale Primo Ministro. Tuttavia, il suo partito, il Likud, insieme agli alleati Gesher e Tzomet, non raggiunse la maggioranza alla Knesset, il che portò Netanyahu a dover comporre una coalizione, composta al momento del giuramento dal Likud, Gesher, Tzomet, Shas, Partito Nazionale Religioso, Ebraismo della Torah Unito, Yisrael BaAliyah e da La Terza Via. Il governo ricevette anche l'appoggio esterno da parte di Moledet.
Gesher abbandonò la coalizione il 6 gennaio 1998, a causa di alcuni disaccordi di David Levy, leader di Gesher, su alcune misure economiche volute da Netanyahu.

## Situazione Parlamentare
Situazione Parlamentare al momento del giuramento del nuovo governo 
| Camera  | Collocazione          | Partiti | Seggi    |
| ------- | --------------------- | --- | -------- |
| Knesset | Maggioranza/App. est. | Likud (32),Shas (10),Partito nazionale religioso (9), Yisrael BaAliyah (7),Ebraismo della Torah Unito (4), Terza via (4),Molodet (2) | 68 / 120 |
| Knesset | Opposizione           | Laburisti (34),Merez (9),Balad (5),Raam - Mada (4)                                                                                   | 52 / 120 |

## Storia
Dopo il suo insediamento Netanyahu non ha cancellato gli Accordi di Oslo, tuttavia ha ribadito il fatto che quest'ultimi dovrebbero essere portati avanti con reciprocità ed adempienza non solo da Israele, ma anche dall'OLP. Il 23 ottobre 1998, Netanyahu ha firmato, a Wye Plantation nel Maryland, il Memorandum di Wye River. 
Il 24 settembre 1996 Netanyahu, in accordo con l'allora Sindaco di Gerusalemme Ehud Olmert, futuro Primo Ministro, decise di aprire i tunnel del Muro Occidentale. Tuttavia, dopo questa decisione, i palestinesi iniziarono una violenta protesta che portò alla morte di diversi soldati israeliani. 
Da un punto di vista economico il governo si è mosso in chiave liberale, sostenendo il libero mercato ed incrementando le privatizzazioni dei settori pubblici. I principali risultati economici del governo furono la grande riduzione dell'inflazione dal 10,59% nel 1996 all'1,34% nel 1999, e la riduzione del deficit pubblico. 
Con il passare del tempo Netanyahu perse sempre più sostegno, e la sua coalizione finì per sciogliersi. Il 21 dicembre 1998 la Knesset votò, in terza lettura, il suo scioglimento. Le elezioni generali furono indette per il 17 maggio 1999, e videro la vittoria di Ehud Barak, candidato laburista. Netanyahu riconobbe la sconfitta prima dei risultati finali, annunciando contestualmente il suo ritiro dalla vita politica. 

## Composizione
| Carica                                       | Titolare | Titolare                                                                          | Titolare                                                               |
| -------------------------------------------- | -------- | --------------------------------------------------------------------------------- | ---------------------------------------------------------------------- |
| Primo Ministro                               |          |                                                                                   | Benjamin Netanyahu (Likud)                                             |
| Ministro delle Costruzioni e degli Alloggi   |          |                                                                                   | Benjamin Netanyahu (Likud)                                             |
| Vice Primo Ministro                          |          |                                                                                   | David Levy (Gesher) (fino al 6 gennaio 1998)                           |
| Vice Primo Ministro                          |          | Zevulon Hammer (Partito Nazionale Religioso) (fino al 20 gennaio 1998)            |                                                                        |
| Vice Primo Ministro                          |          | Rafael Eitan (Tzomet)                                                             |                                                                        |
| Vice Primo Ministro                          |          | Moshe Katsav (Likud)                                                              |                                                                        |
| Ministro dell'Agricoltura                    |          |                                                                                   | Rafael Eitan (Tzomet)                                                  |
| Ministro dell'Aliyah e dell'Integrazione     |          |                                                                                   | Yuli-Yoel Edelstein (Likud)                                            |
| Ministro delle Comunicazioni                 |          |                                                                                   | Limor Livnat (Likud)                                                   |
| Ministro della Difesa                        |          |                                                                                   | Yitzhak Mordechai (Likud) (fino al 25 gennaio 1999)                    |
| Ministro della Difesa                        |          | Moshe Arens (Likud) (dal 27 gennaio 1999)                                         |                                                                        |
| Ministro dell'Energia e delle Infrastrutture |          |                                                                                   | Yitzhak Levy (Partito Nazionale Religioso)                             |
| Ministro delle Finanze                       |          |                                                                                   | Dan Meridor (Likud) (fino al 20 giugno 1997)                           |
| Ministro delle Finanze                       |          | Yaakov Neeman (Indipendente) (9 luglio 1997 – 18 dicembre 1998)                   |                                                                        |
| Ministro delle Finanze                       |          | Meir Sheetrit (Likud) (dal 23 febbraio 1999)                                      |                                                                        |
| Ministro degli Affari Esteri                 |          |                                                                                   | David Levy (Gesher) (fino 6 gennaio 1998)                              |
| Ministro degli Affari Esteri                 |          | Ariel Sharon (Likud) (dal 13 ottobre 1998)                                        |                                                                        |
| Ministro della Salute                        |          |                                                                                   | Tzachi Hanegbi (Likud) (fino 12 novembre 1996)                         |
| Ministro della Salute                        |          | Joshua Matza (Likud) (dal 12 novembre 1996)                                       |                                                                        |
| Ministro dell'Industria e del Commercio      |          |                                                                                   | Natan Sharansky (Yisrael BaAliyah)                                     |
| Ministro della Giustizia                     |          |                                                                                   | Yaakov Neeman (Indipendente) (fino al 10 agosto 1996)                  |
| Ministro della Giustizia                     |          | Tzachi Hanegbi (Likud) (dal 4 settembre 1996)                                     |                                                                        |
| Ministro del Lavoro e degli Affari Sociali   |          |                                                                                   | Eli Yishai (Shas)                                                      |
| Ministro delle Infrastrutture Nazionali      |          |                                                                                   | Ariel Sharon (Likud)                                                   |
| Ministro della Pubblica Sicurezza            |          |                                                                                   | Avigdor Kahlani (La Terza Via)                                         |
| Ministro degli Affari Religiosi              |          |                                                                                   | Eliyahu Suissa (Shas) (fino al 12 agosto 1997) (dal 13 settembre 1998) |
| Ministro degli Affari Religiosi              |          | Zevulon Hammer (Partito Nazionale Religioso) (22 agosto 1997 - 20 gennaio 1998)   |                                                                        |
| Ministro degli Affari Religiosi              |          | Yitzhak Levy (Partito Nazionale Religioso) (25 febbraio 1998 - 13 settembre 1998) |                                                                        |
| Ministro della Scienza                       |          |                                                                                   | Ze'ev Benjamin Begin (Likud) (fino al 16 gennaio 1997)                 |
| Ministro della Scienza                       |          | Micheal Eitan (Likud) (9 luglio 1997 - 13 luglio 1998)                            |                                                                        |
| Ministro della Scienza                       |          | Sylvan Shalom (Likud) (fino al 6 luglio 1999)                                     |                                                                        |
| Ministro dell'Ambiente                       |          |                                                                                   | Rafael Eitan (Tzomet)                                                  |
| Ministro dell'Interno                        |          |                                                                                   | Eliyahu Suissa (Shas)                                                  |
| Ministro del Turismo                         |          |                                                                                   | Moshe Katsav (Likud)                                                   |
| Ministro dei Trasporti                       |          |                                                                                   | Yitzhak Levy (fino al 25 febbraio 1998) (Partito Nazionale Religioso)  |
| Ministro dei Trasporti                       |          | Shaul Yahalom (dal 25 febbraio 1998) (Partito Nazionale Religioso)                |                                                                        |
| Ministro senza portafoglio                   |          |                                                                                   | Shaul Amor (dal 20 gennaio 1999) (Likud)                               |